# براندون كينغ
براندون كينغ (16 ديسمبر 1994 في جامايكا - ) (بالإنجليزية: Brandon King)‏ هو لاعب كريكت جامايكي. شارك مع منتخب جامايكا الوطني للكريكت.

## وصلات خارجية
- براندون كينغ على موقع إي آس بي آن كريك إنفو (الإنجليزية)